# Neutralisme (parasitologie)
Pour les articles homonymes, voir Neutralisme.
En parasitologie, le neutralisme est une relation entre un parasite et un hôte indépendants et qui n'ont aucune influence l'un envers l'autre.